# رایشنوو-موگلین
رایشنوو-موگلین (به آلمانی: Reichenow-Möglin) یک شهر در آلمان است که در مرکیش-اودرلند واقع شده‌است. رایشنوو-موگلین ۶۱۹ نفر جمعیت دارد.